# Портрет Фёдора Васильевича Дризена
«Портрет Фёдора Васильевича Дризена» — картина Джорджа Доу и его мастерской из Военной галереи Зимнего дворца.
Картина представляет собой погрудный портрет генерал-майора барона Фёдора Васильевича Дризена из состава Военной галереи Зимнего дворца.
С начала Отечественной войны 1812 года полковник барон Дризен был шефом Муромского пехотного полка, в Смоленском сражении был контужен, в Бородинском сражении получил тяжёлую пулевую рану в ногу, которую пришлось ампутировать. За Бородино получил чин генерал-майора. Из-за потери ноги Дризен оставил Действующую армию и не участвовал в Заграничных походах 1813—1814 годов, служил на канцелярских должностях в Военном министерстве.
Изображён в генеральском мундире, введённом для пехотных генералов 7 мая 1817 года. Слева на груди звезда ордена Св. Анны 1-й степени, по борту мундира крест ордена Св. Владимира 3-й степени; справа на груди крест ордена Св. Георгия 4-го класса, серебряная медаль «В память Отечественной войны 1812 года» на Андреевской ленте и бронзовая дворянская медаль «В память Отечественной войны 1812 года» на Владимирской ленте. С тыльной стороны картины надпись: Driesen. Подпись на раме: Ѳ. В. Дризенъ, Генералъ Маiоръ.
Несмотря на то, что 7 августа 1820 года Комитетом Главного штаба по аттестации Дризен был включён в список «генералов, заслуживающих быть написанными в галерею», фактическое решение о написании его портрета состоялось ранее, поскольку уже 17 декабря 1819 года Доу был выплачен аванс, а оставшуюся часть гонорара он получил 10 марта 1820 года. Готовый портрет был принят в Эрмитаж 7 сентября 1825 года. На портрете присутствует звезда ордена Св. Анны 1-й степени, которой Дризен был награждён 2 июля 1825 года, поэтому портрет скорее всего окончен между датой награждения и сдачей в Эрмитаж.